# آرالز
آرالز (به ارمنی: Արալեզ) یک شهر در ارمنستان است که در استان آرارات واقع شده‌است. آرالز در  کیلومتری شمال آرتاشات، مرکز استان آرارات واقع شده است.

## خصوصیات
آرالز ۲٬۵۵۷ نفر جمعیت دارد و در ارتفاع  متر بالاتر از سطح دریا قرار گرفته است.